# Hors de la brume
Pour plus de détails, voir Fiche technique et Distribution.
Hors de la brume (Out of the Fog) est un film américain réalisé par Albert Capellani, sorti en 1919.

## Fiche technique
- Titre : Hors de la brume
- Titre original : Out of the Fog
- Réalisation : Albert Capellani
- Scénario : Albert Capellani et June Mathis d'après la pièce de H. Austin Adams
- Photographie : Eugene Gaudio et Eugene Morin
- Pays de production : États-Unis
- Format : Noir et blanc - 1,33:1 - Film muet
- Genre : drame
- Durée : 70 minutes
- Date de sortie : 1919

## Distribution
- Alla Nazimova : Faith & Eve
- Charles Bryant : Philip Blake
- Henry Harmon : Job Coffin
- Nancy Palmer : Maude Standish
- T. Morse Koupal : Luke Allen
- George Davis : Brad Standish